# Glimmerati
Glimmerati es un videojuego de carreras de 2005 desarrollado por Bugbear Entertainment y publicado por Nokia para Nokia N-Gage.

## Sinopsis
En la historia del juego, el jugador es un heredero rico que un día conoce a otro hombre rico, y este admira su habilidad para conducir. Lo invita a competir con el Club Glimmerati, una reunión exclusiva de gente famosa y rica que compite en las calles públicas por diversión.

## Jugabilidad
Glimmerati es un juego de carreras arcade basado en una historia con características exclusivas de N-Gage. El juego tiene una trama ramificada ambientada en un estilo de vida de autos de lujo, lanchas rápidas, fiestas increíbles y supermodelos impresionantes. El jugador vive la alta vida en lugares reales de Europa mientras compite contra la flor y nata de la sociedad para ascender en el Club Glimmerati.
El modo historia ramificado tiene una variedad de diferentes tipos de misiones, desde carreras hasta grabaciones de videos musicales. Toda la historia está doblada en inglés. El juego incluye una función de Tarjeta de Club, en la que se registran los mejores tiempos de vuelta, las puntuaciones más altas, las recompensas y las entradas del diario de la historia. Las Tarjetas de Club se pueden cargar y descargar para compararlas con los jugadores desde el servidor de clasificación global, N-Gage Arena.
Glimmerati también cuenta con un modo de juego de carrera rápida, un modo de juego contrarreloj con una lista de clasificación global y un modo de juego Bluetooth para hasta cuatro jugadores.

## Recepción
Glimmerati recibió críticas "favorables" según el sitio web de agregación de reseñas Metacritic.